# Бібліотека-філіал №2 Дніпровської Централізованої системи публічних бібліотек для дорослих

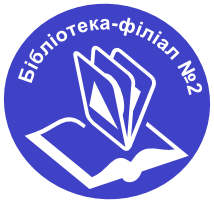
Логотип бібліотеки-філіалу № 2

Бібліотека-філіал № 2 Дніпровської ЦСПБ для дорослих — міський, публічний, комунальний заклад культури який виконує функції інформаційно — дозвіллєвого центру для громади Чечелівського району міста Дніпра.
Адреса: Дніпро, 49009
вул. Щепкіна, 10 (вхід з проспекту С. Нігояна)

## Історія бібліотеки
Бібліотеку було відкрито 1949 року рішенням Красногвардійського районного виконавчого комітету. Це була одна із перших бібліотек міста, які відкривались в повоєнний час і називалась «Бібліотека для дорослих № 1 Красногвардійського району».
В грудні 1977 року відповідно до наказу Дніпропетровського міського управління культури всі бібліотеки, що обслуговували населення міста за місцем проживання було організовано в одну установу – Централізовану систему державних масових бібліотек для дорослих, до складу якої увійшла і «Бібліотека № 1 Красногвардійського району» і отримала назву «Бібліотека-філіал № 2».
У 70 — 80 роках, з метою покращення обслуговування населення за місцем роботи були відкриті пункти видачі книг в ремонтно-будівельному управлінні № 3, на фабриці «Іскра», в газовому господарстві, в гуртожитку комбайнового заводу № 1.
Згідно з наказом директора Дніпропетровської ЦСПБ для дорослих від 28 лютого 2008 року бібліотека отримала статус Центральної бібліотеки у Чечелівському (тоді ще Красногвардійському) районі та стала координаційним центром діяльності бібліотек району.

## Відділи бібліотеки

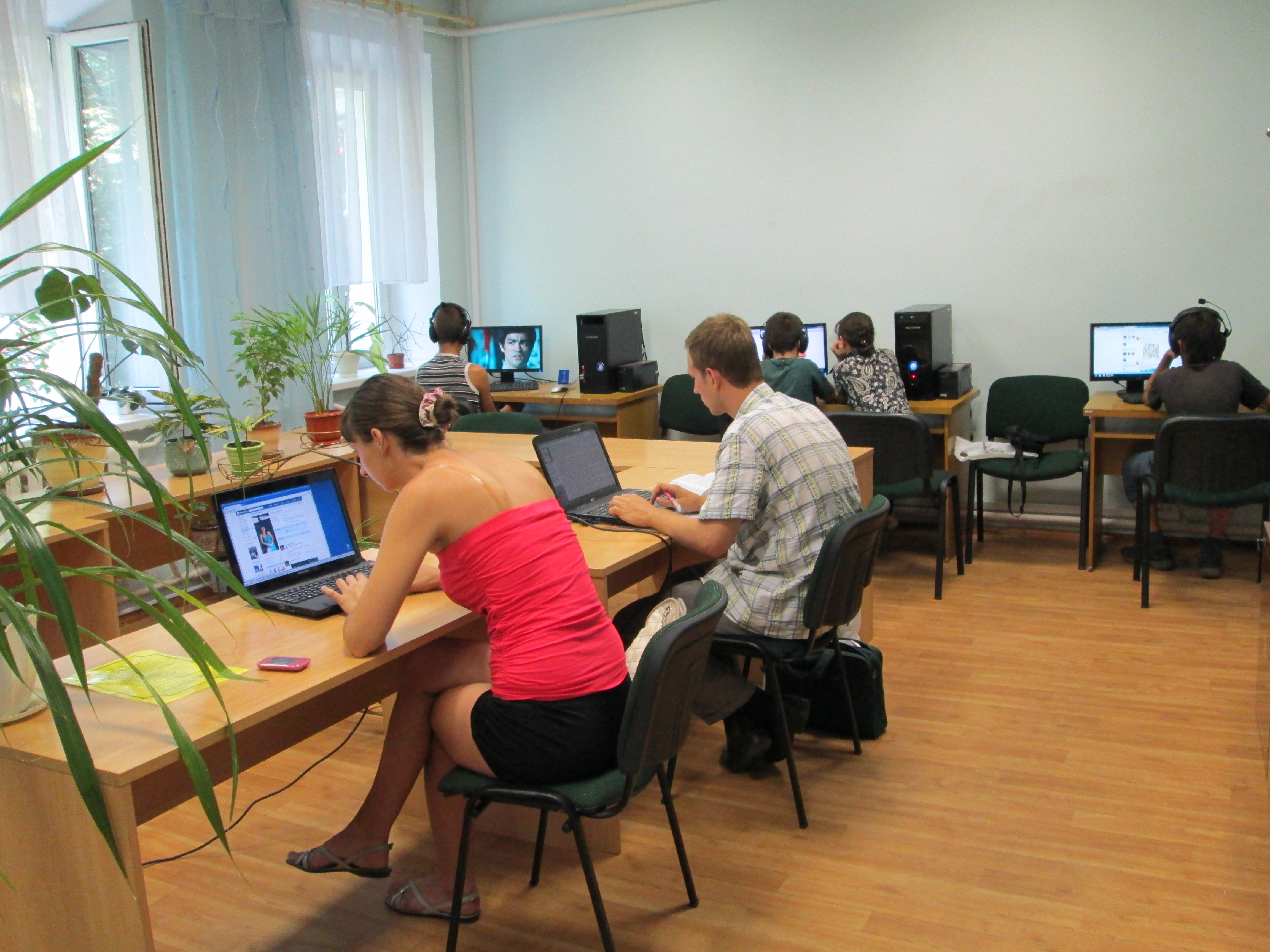
Інтернет-центр бібліотеки-філіалу № 2

В бібліотеці працюють три відділи з обслуговування користувачів:
- Читальний зал
- Абонемент
- Інтернет-центр

Інтернет-центр відкрито у 2012 році, на кошти залучені за допомогою фандрайзингової діяльності. Кошти на придбання обладнання були виділені депутатом міської ради Морозенко Є. В. Це один з відділів обслуговування користувачів, функції якого забезпечувати безкоштовний доступ до Всесвітньої мережі Інтернет та надавати додаткові послуги, зокрема копіювання, сканування, спілкування за допомогою програми Skype, проведення тренінгів, web-конференцій тощо.